# Filip Horanský
Filip Horanský (ur. 7 stycznia 1993 w Pieszczanach) – słowacki tenisista, zwycięzca juniorskiego Australian Open 2011 w grze podwójnej, reprezentant kraju w rozgrywkach Pucharu Davisa.

## Kariera tenisowa
W 2010 roku, startując w parze z Jozefem Kovalíkiem, zdobył brązowy medal igrzysk olimpijskich młodzieży w grze podwójnej.
Rok później, grając wraz z Jiřím Veselým, zwyciężył w juniorskim turnieju wielkoszlemowym Australian Open. W finale słowacka para pokonała duet Ben Wagland-Andrew Whittington 6:4, 6:4.
W karierze zwyciężył w jednym singlowym i jednym deblowym turnieju cyklu ATP Challenger Tour. Ponadto wygrał jedenaście singlowych oraz cztery deblowe turnieje rangi ITF.
W rankingu gry pojedynczej najwyżej był na 161. miejscu (20 maja 2019), a w klasyfikacji gry podwójnej na 431. pozycji (9 maja 2022).

### Zwycięstwa w turniejach ATP Challenger Tour

#### Gra pojedyncza
| Końcowy wynik | Nr | Data             | Turniej   | Nawierzchnia | Przeciwnik   | Wynik finału     |
| ------------- | -- | ---------------- | --------- | ------------ | ------------ | ---------------- |
| Zwycięzca     | 1. | 19 sierpnia 2018 | Meerbusch | Ceglana      | Jan Choinski | 6:7(7), 6:3, 6:3 |

### Finały juniorskich turniejów wielkoszlemowych

#### Gra podwójna (1–0)
| Końcowy wynik | Nr | Data             | Turniej                    | Nawierzchnia | Partner     | Przeciwnicy                    | Wynik finału |
| ------------- | -- | ---------------- | -------------------------- | ------------ | ----------- | ------------------------------ | ------------ |
| Zwycięzca     | 1. | 30 stycznia 2011 | Australian Open, Melbourne | Twarda       | Jiří Veselý | Ben Wagland Andrew Whittington | 6:4, 6:4     |